# 小行星84012
小行星84012（84012 Deluise）是一颗绕太阳运转的小行星，为主小行星带小行星。该小行星于2002年8月发现。
該小行星以義大利天文學家菲奧雷·德·路易斯（Fiore De Luise）命名。

## 轨道参数
小行星84012的轨道半长轴为332 317 535 km，2.2213739 UA，离心率为0.152。